# Nepenthes appendiculata
Nepenthes appendiculata är en tvåhjärtbladig växtart som beskrevs av Chi. C. Lee, Bourke, Rembold, W. Taylor och S.T. Yeo. Nepenthes appendiculata ingår i släktet Nepenthes och familjen Nepenthaceae. Inga underarter finns listade i Catalogue of Life.